# Vitor Bonfim
 João Vitor de Castro Lino Bonfim  (Ibotirama, 25 de julho de 1981), mais conhecido como  Vitor Bonfim, é um advogado e político brasileiro filiado ao Partido Verde (PV).
Foi vereador de Guanambi por dois mandatos e secretário estadual de agricultura, pecuária, irrigação, pesca e aquicultura do estado da Bahia entre 24 de novembro de 2015 à 6 de abril de 2018. Se elegeu em 2018 deputado estadual na Bahia, para a 19.ª legislatura.